# Iulie 1980
Acest articol este generat integral pe baza informațiilor din articolul 1980 și este actualizat periodic de un robot.
 Editările făcute în articol vor fi șterse la următoarea actualizare! Dacă doriți să faceți modificări, editați articolul-sursă.

ianuarie -
februarie -
martie -
aprilie -
mai -
iunie -
iulie -
august -
septembrie -
octombrie -
noiembrie -
decembrie
Iulie 1980 a fost a șaptea lună a anului și a început într-o zi de marți.

## Evenimente
- 9 iulie: Papa Ioan Paul al II-lea vizitează Brazilia.
- 17 iulie: Au fost inaugurate lucrările de construcție a centralei nuclearo-electrice de la Cernavodă.
- 19 iulie-3 august: Ceremonia de deschidere a Jocurilor Olimpice de la Moscova, URSS. România obține 25 de medalii: 6 de aur, 6 de argint și 13 de bronz.

## Nașteri
- 1 iulie: Carmen Lopăzan, actriță română
- 1 iulie: Ioana Petrescu, economistă română
- 1 iulie: Mircea Fechet, politician român
- 3 iulie: Tatiana Logunova, scrimeră rusă
- 4 iulie: Anda Perianu, jucătoare română de tenis
- 5 iulie: Csaba Borbély, fotbalist român (atacant)
- 5 iulie: David Rozehnal (David Sebastian Klement Rozehnal), fotbalist ceh
- 6 iulie: Pau Gasol, baschetbalist spaniol
- 8 iulie: Robbie David Keane, fotbalist irlandez (atacant)
- 10 iulie: Jessica Simpson, cântăreață și actriță americană
- 11 iulie: Valentin Iliev, fotbalist bulgar
- 12 iulie: Irina Embrich, scrimeră estonă
- 14 iulie: Ovidiu Hațegan, arbitru român de fotbal
- 15 iulie: Jasper Pääkkönen, actor finlandez
- 17 iulie: Maya Lawrence, scrimeră americană
- 18 iulie: Kristen Bell, actriță americană
- 18 iulie: Oana Bîzgan, deputată română
- 18 iulie: Bogdan-Ionel Rodeanu, politician român
- 19 iulie: Miloš Buchta, fotbalist ceh (portar)
- 19 iulie: Marius-Alexandru Dunca, politician român
- 20 iulie: Gisele Bündchen, autoare, femeie de afaceri, fotomodel, activistă și actriță braziliancă de origine germană
- 21 iulie: Sami Yusuf, muzician britanic
- 22 iulie: Scott Dixon, pilot neozeelandez de Formula IndyCar
- 22 iulie: Dirk Kuyt, fotbalist din neerlandez (atacant)
- 22 iulie: Marco Marchionni, fotbalist italian
- 22 iulie: Kate Ryan, cântăreață belgiancă
- 23 iulie: Selen Öztürk, actriță turcă
- 23 iulie: Michelle Williams, cântăreață americană
- 24 iulie: Iulia Vântur, prezentatoare de televiziune, fotomodel și actriță română
- 26 iulie: Jacinda Ardern, politiciană neozeelandeză
- 27 iulie: Vasilică Cristocea, fotbalist român
- 27 iulie: Dolph Ziggler (Nicholas Theodore Nemeth), wrestler american
- 27 iulie: Nick Nemeth, wrestler american
- 29 iulie: Fernando González, jucător chilian de tenis
- 29 iulie: Hjálmar Jónsson, fotbalist islandez
- 30 iulie: Celeste Ng, romancieră americană
- 31 iulie: Mikko Hirvonen, pilot de raliuri finlandez

## Decese
Mihai Dalea, 63 ani, comunist român (n. 1917)
Tadao Takayama, 76 ani, fotbalist japonez (n. 1904)
Prințul Dmitri Alexandrovici al Rusiei, 78 ani, nepot al țarului Alexandru al III-lea (n. 1901)
Hans-Joachim Schoeps, 71 ani, istoric german (n. 1909)
Juan Larrea, poet spaniol (n. 1895)
Boris Delaunay, 90 ani, matematician rus (n. 1890)
Salah Eddine Bitar, politician sirian (n. 1912)
Vladimir Vîsoțki, 42 ani, actor, cantautor, poet, prozator și scriitor rus (n. 1938)
Mohammad Reza Pahlavi, 60 ani, șah al Iranului (1941-1979), (n. 1919)
Pascual Jordan (Ernst Pascual Jordan), 77 ani, politician german (n. 1902)